# Ronald Hutton
Pour les articles homonymes, voir Hutton.
Ronald Hutton (né le 19 décembre 1953) est un professeur d'histoire de l'Université de Bristol et un chroniqueur occasionnel à la radio et à la télévision britannique dans le domaine historique.

## Biographie
Le domaine de spécialisation de Ronald Hutton touche les XVIe et XVIIe siècles britanniques notamment la Réforme, les guerres civiles, la restauration et Charles II. Il a aussi écrit sur le paganisme antique et médiéval et la magie de ces époques, ainsi que sur les croyances concernant la sorcellerie et le chamanisme.
Son livre Triumph of the Moon: A History of Modern Pagan Witchcraft (Le triomphe de la lune : histoire de la sorcellerie païenne moderne) décrit la création et le développement de la Wicca ainsi que le milieu où elle s'est formée.

## Publications
- (en) The Pagan Religions of the Ancient British Isles. Their Nature and Legacy, 1993.
- (en) The British Republic 1649-1660, 2000.
- (en) The Rise and Fall of Merry England. The Ritual Year,1400-1700, 2001.
- (en) The Stations of the Sun. A History of The Ritual Year in Britain, 2001.
- (en) The Triumph of the Moon. A History of Modern Pagan Witchcraft, 2001.
- (en) Witches, Druids and King Arthur, 2003.
- (en) Debates in Stuart History, 2004.